# Anémélectroreculpédalicoupeventombrosoparacloucycle

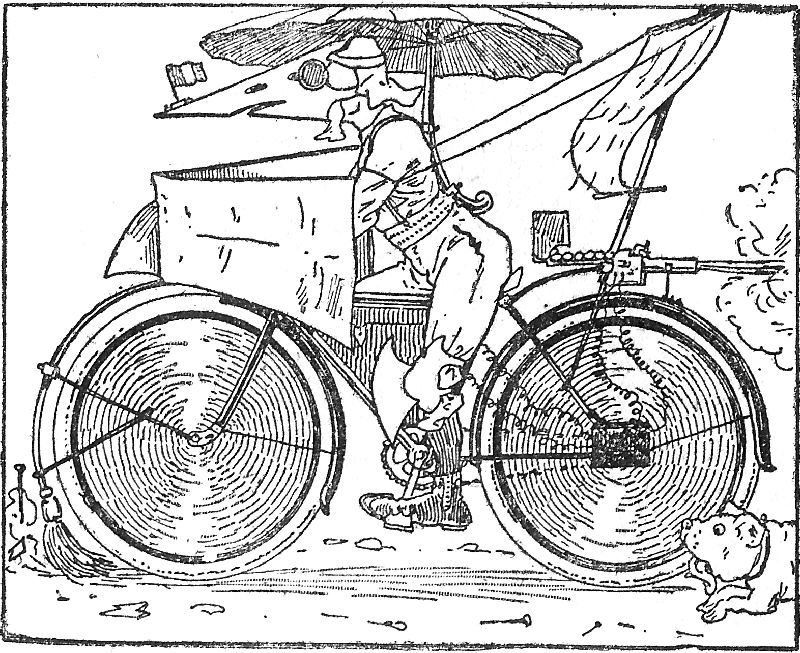
Anémélectroreculpédalicoupeventombrosoparacloucycle.

L'anémélectroreculpédalicoupeventombrosoparacloucycle est la plus célèbre des inventions du savant Cosinus, personnage du dessinateur français Christophe dans L'Idée fixe du savant Cosinus publié à partir de décembre 1893 dans Le Petit Français illustré.

## Signification
Ce nom composé résume les principales caractéristiques de ce véhicule à base de bicycle :
1. aném : du grec anemos (vent) propulsion par une petite voile arrière ;
2. électro : d'électricité, petit moteur électrique, Christophe est largement en avance sur l'invention du vélo électrique des années 1970 ;
3. recul : de nos jours, nous dirions « réaction », là encore si le recul d'un canon est connu à l'époque, l'utilisation de la réaction comme moyen de propulsion permanent ne sera effective que bien plus tard. Ce principe de propulsion a cependant déjà été présenté comme réalisé par Olivier de Landreville dans un article paru en 1878 dans Le Monde illustré, article dont Christophe a pu avoir connaissance[1] ;
4. pédali : les pédales sont le moyen traditionnel de production de travail sur un bicycle ;
5. coupevent : dispositif destiné à favoriser la pénétration dans l'air ;
6. ombroso : le parasol est un élément de confort du pilote ;
7. paraclou : le chasse clou à l'avant permet d'éviter les crevaisons qui étaient très fréquentes, compte tenu de la faible, qualité des pneumatiques et du nombre de clous de ferrage des chevaux ;
8. cycle : deux roues soutiennent et permettent le roulement de l'ensemble.

### Sources bibliographiques
- Georges Colomb, L'idée fixe du savant Cosinus, Paris, Éditions Armand Colin, 1899L'ouvrage était d'abord paru en feuilleton, à partir de 1893.